# British Comedy Awards 1994

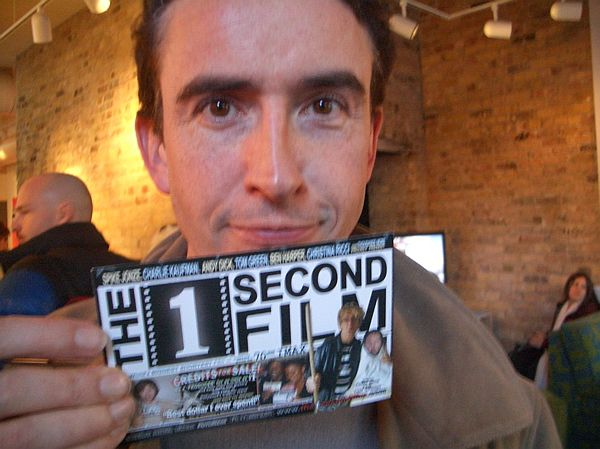
Steve Coogan, uznany za największą osobowość w komedii telewizyjnej oraz najlepszego wykonawcę komediowego

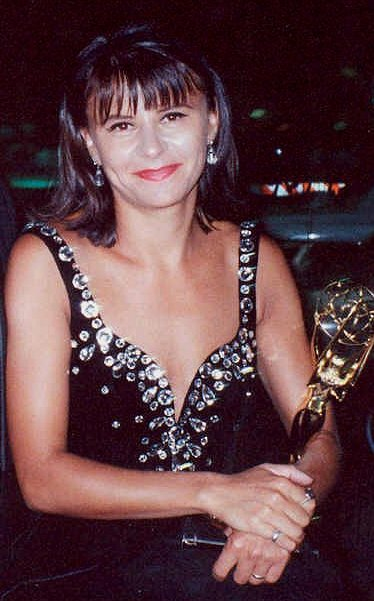
Tracey Ullman, nagrodzona jako najlepsza wykonawczyni komediowa

British Comedy Awards 1994 – piąta edycja nagród British Comedy Awards, zorganizowana w 1994 roku. Ceremonia rozdania nagród odbywała się w grudniu 1994, a poprowadził ją – po raz czwarty z rzędu – Jonathan Ross.

## Lista laureatów
- najlepszy telewizyjny aktor komediowy: Stephen Tomkinson
- najlepsza telewizyjna aktorka komediowa: Brenda Blethyn
- najlepsza telewizyjna osobowość komediowa: Steve Coogan
- najlepszy wykonawca komediowy: Steve Coogan
- najlepsza wykonawczyni komediowa: Tracey Ullman
- najlepszy prezenter programów rozrywkowych BBC: Noel Edmonds
- najlepszy prezenter programów rozrywkowych ITV: Michal Barrymore
- najlepszy prezenter programów rozrywkowych Channel 4: Chris Evans
- najlepszy debiut w komedii telewizyjnej: Chris Morris
- najlepsza nowa komedia telewizyjna: Knowing Me Knowing You with Alan Partridge
- najlepszy komediodramat telewizyjny: Outside Edge
- najlepszy sitcom BBC: Czerwony karzeł
- najlepszy sitcom ITV: Time After Time
- najlepszy sitcom Channel 4: Drop the Dead Donkey
- najlepszy serial komediowy: Murder Most Horrid
- najlepszy program rozrywkowy: Barrymore
- najlepsza komedia filmowa: Cztery wesela i pogrzeb
- najlepsza komedia radiowa: A Look Back To The Future
- najlepszy wykonawca stand-upu: Phil Kay
- najlepszy aktor estradowy: Billy Pearce
- nagroda za całokształt twórczości komediowej:
  - Spike Milligan
  - June Whitfield
- nagroda specjalna: Armando Ianucci
- nagroda Brytyjskiej Gildii Scenarzystów dla najlepszego scenarzysty komediowego: Jack Rosenthal